# The Rachel Maddow Show
The Rachel Maddow Show ist eine US-amerikanische politische Talkshow des Senders MSNBC mit der Moderatorin Rachel Maddow.
The Rachel Maddow Show tritt als liberale Meinungssendung auch zeitlich gegen die konservative Sendung Hannity des Fox News Channels an. Direkte Konkurrenz der beiden Programme im abendlichen Nachrichtenfernsehen ist Cuomo Prime Time von CNN.